# RoboCop 2
RoboCop 2 (яп. ロボコップ 2 Робокоппу 2) — компьютерная игра, вторая часть серии игр о Робокопе. Основана на сюжете одноимённого фильма, разработана и выпущена компанией Data East в 1991 году. В отличие от прошлой части, игра имеет больше уровней, повышенную сложность и функцию повторных прохождений за невыполнение заданий или провал при переэкзаменовке.

## Игровой процесс
Игра является платформером с боковым сайд-скроллингом. Персонаж может ускоряться, а в момент, когда нужно притормозить, будет скользить. Также, в отличие от прошлой части, Робокоп в игре способен прыгать, а в момент приближения к врагу при нажатии кнопки стрельбы переходит в режим ближнего боя.
Если игрок не до конца выполнил задание, например, не арестовал всех преступников или спас не всех заложников, то его отправят на переэкзаменовку в тире. Чтобы попасть на следующий уровень, игроку придётся пройти переэкзаменовку, и если она не будет пройдена, то уровень придётся проходить снова.

## Восприятие
| Сводный рейтинг    | Сводный рейтинг                                                        |
| Агрегатор          | Оценка                                                                 |
| ------------------ | ---------------------------------------------------------------------- |
| MobyRank           | Atari: 7,1/10 Amiga: 7/10 Amstrad CPC: 7,1/10 C-64: 7,1/10 NES: 5,6/10 |
| Иноязычные издания |                                                                        |
| Издание            | Оценка                                                                 |
| ASM                | Amiga: 8/12 Amstrad CPC: 8/12 C64: 6/12 Game Boy: 7/12                 |
| Amiga Joker        | 76 %                                                                   |
| Amiga Power        | 3/6                                                                    |
| Crash              | 93 %                                                                   |
| CVG                | Amiga: 85 % Spectrum: 83 %                                             |
| Power Play         | Amiga: 48 % Atari: 43 %                                                |
| Sinclair User      | 91 %                                                                   |
| Your Sinclair      | 93/100                                                                 |